# Генерални секретар Комунистичке партије Совјетског Савеза
Генерални секретар Централног комитета Комунистичке партије Совјетског Савеза био је вођа Комунистичке партије Совјетског Савеза (КПСС). Од 1924. до распада Савеза 1991. године, носилац функције је био препознат као лидер Совјетског Савеза. Званично, генерални секретар је искључиво директно контролисао Комунистичку партију. Међутим, пошто је партија имала монопол на политичку власт, генерални секретар је дефакто имао извршну контролу над совјетском владом. Због тежине функције  која је обликовала спољну и унутрашњу политику државе и примат над совјетском Комунистичком партијом, то је била дефакто највиша функција у Совјетском Савезу.
Генерални секретар је председавао састанцима Извршног комитета или Политичког бироа (Политбиро), тела које је чинило 15–30 чланова. Састајао се по потреби недељно или пар пута месечно. Председавао је и Централним комитетом, органом величине око стотину до две хиљаде чланова. Заседао је пар пута годишње. Председавао је такође и конгресима, који су се одржавали, практично по потреби, у периоду од четири до пет година. У зависности од сложености одлуке коју је требало донети доносио ју је сам или на састанцима одговарајућих органа.

## Историја
Пре Октобарске револуције, посао партијског секретара био је углавном бирократског типа. Након бољшевичког преузимања власти, 1919. основана је Канцеларија одговорног секретара за обављање административних послова. Након победе бољшевика у Руском грађанском рату, Владимир Лењин је 1922. створио Канцеларију генералног секретара са намером да служи искључиво у административне и дисциплинске сврхе. Њен примарни задатак био је утврђивање састава партијског чланства и распоређивање позиција унутар странке. Генерални секретар је такође надгледао одигравање партијских догађања, а поверено му је и информисање лидера и чланова странке о активностима странке.
Када је састављао свој кабинет, Лењин је именовао Јосифа Стаљина за генералног секретара. Током наредних неколико година, Стаљин је био у могућности да искористи принципе демократског централизма да трансформише функцију у облик функције партијског лидера, а на крају и лидера Совјетског Савеза. Троцки је ово именовање приписао првобитној препоруци Григорија Зиновјева. Ово гледиште је подржало неколико историчара. Према руском историчару Вадиму Роговину, Стаљинов избор на ту функцију догодио се након Једанаестог партијског конгреса (март–април 1922), на којем је Лењин, због свог лошег здравља, само спорадично учествовао и присуствовао само на четири од дванаест седница конгреса.
Поједини историчари су сматрали да је прерана смрт истакнутог бољшевика Јакова Свердлова била кључни фактор у лакшем уздизања Јосифа Стаљина на позицију лидера у Совјетском Савезу. Делимично зато што је Свердлов служио као првобитни председник секретаријата странке и сматран је природним кандидатом за место генералног секретара.
Пре Лењинове смрти јануара 1924, Стаљиново владање са функције генералног секретара већ је било предмет критика. У Лењиновим последњим месецима, он је написао тестамент који је позивао на Стаљинову смену на основу тврдњи да постаје ауторитаран и злоупотребљава своју моћ. Тестамент је изазвао политичку кризу која је угрозила Стаљинов положај као генералног секретара и одржано је гласање о његовој смени са функције. Уз помоћ Григорија Зиновјева и Лева Камењева, успео је да преброди кризни период и остао је на функцији. Након Лењинове смрти, почео је да консолидује власт користећи функцију генералног секретара. До 1928. несумњиво је постао дефакто лидер СССР-а, док је позиција генералног секретара постала највиша функција у држави. Током 17. партијског конгреса 1934. године, учесници конгреса су се суздржали од формалног поновног избора Стаљина за генералног секретара. Међутим, он је реизабран на све друге функције које је обављао и остао је лидер партије без смањења моћи.
Током 1950-их, Стаљин се све више повлачио из послова Секретаријата и препустио је надзор над тим телом Георгију Маљенкову, вероватно да би тестирао његове способности као потенцијалног наследника. У октобру 1952, на 19. партијском конгресу, Стаљин је реструктурирао партијско руководство. Његов захтев, изнет преко Маљенкова, да буде разрешен дужности у партијском секретаријату због старости, партијски конгрес је одбио, пошто делегати нису били сигурни у Стаљинове намере. На крају је конгрес формално укинуо функцију генералног секретара, иако је Стаљин остао један од партијских секретара и задржао пуну контролу над партијом. Када је Стаљин умро 5. марта 1953, Маљенков је сматран најважнијим чланом Секретаријата, у којем је, између осталих, био и Никита Хрушчов. Под краткотрајном управом тројке коју су чинили Маленков, Берија и Молотов, Маљенков је постао председавајући Савета министара, али је био приморан да поднесе оставку на функцију Секретаријата девет дана касније, 14. марта. Тиме је Хрушчов практично преузео контролу над владом, и он је изабран на нову функцију првог секретара Комунистичке партије Совјетског Савеза на пленуму Централног комитета 14. септембра исте године. Хрушчов је касније надмашио своје ривале, који су покушали да оспоре његове политичке реформе. Успео је да темељно уклони Маљенкова, Молотова и Лазара Кагановича (једног од најстаријих и најближих Стаљинових сарадника) са власти, означивши их као антипартијску групу 1957. године, што је такође помогло да се ојача превласт позиције првог секретара.
Током 1964. опозиција унутар Политбироа и Централног комитета, која је расла од последица Кубанске ракетне кризе, довела је до смене Хрушчова са функције. Леонид Брежњев је наследио Хрушчова на функцији, али је у почетку био обавезан да управља као део колективног руководства, формирајући још једну тројку са премијером Алексејем Косигином и председником Николајем Подгорним. Функција је преименована у Генерални секретар 1966. године. Колективно руководство је могло да ограничи овлашћења генералног секретара током Брежњевљеве ере. Утицај Брежњева је растао током 1970-их јер је успео да задржи подршку избегавајући било какве радикалне реформе. Након његове смрти, Јуриј Андропов и Константин Черњенко су могли да владају земљом на исти начин као и Брежњев.  Михаил Горбачов је владао Совјетским Савезом као генерални секретар до 1990. године, када је Комунистичка партија изгубила монопол у домену власти над политичким системом. Канцеларија председника Совјетског Савеза успостављена је како би Горбачов и даље могао да задржи улогу лидера Совјетског Савеза. После неуспелог августовског пуча 1991, Горбачов је поднео оставку на место генералног секретара. Наследио га је његов заменик Владимир Ивашко, који је само пет дана био вршилац дужности генералног секретара пре него што је Борис Јељцин, новоизабрани председник Русије, суспендовао све активности Комунистичке партије. Након забране рада партије, Олег Шењин је 1993. основао Савез комунистичких партија – Комунистичка партија Совјетског Савеза (УЦП–ЦПСУ). Партија је посвећена оживљавању и рестаурацији КПСС и има чланове у свим бившим совјетским републикама.

## Списак носиоца функције
| Портрет                                                                                        | Име и презиме (Рођење–Смрт)                                                        | Мандат                                                                             | Мандат                                                                             | Мандат                                                                             | Напомена |
| Портрет                                                                                        | Име и презиме (Рођење–Смрт)                                                        | Почетак                                                                            | Крај                                                                               | Трајање                                                                            | Напомена |
| Технички секретар Секретаријата Руске комунистичке партије (бољшевика) (1918–1919)             | Технички секретар Секретаријата Руске комунистичке партије (бољшевика) (1918–1919) | Технички секретар Секретаријата Руске комунистичке партије (бољшевика) (1918–1919) | Технички секретар Секретаријата Руске комунистичке партије (бољшевика) (1918–1919) | Технички секретар Секретаријата Руске комунистичке партије (бољшевика) (1918–1919) | Технички секретар Секретаријата Руске комунистичке партије (бољшевика) (1918–1919) |
| ---------------------------------------------------------------------------------------------- | ---------------------------------------------------------------------------------- | ---------------------------------------------------------------------------------- | ---------------------------------------------------------------------------------- | ---------------------------------------------------------------------------------- | --- |
| A man in a black suit, black shirt and wearing a pair of glasses                               | Јаков Свердлов (1885–1919)                                                         | 1918.                                                                              | 16. март 1919. †                                                                   | 0—1 година                                                                         | Свердлов је остао на функцији до своје смрти 16. марта 1919. Током трајања мандата био је углавном одговоран за техничка, а не политичка питања. |
|                                                                                                | Елена Стасова (1873–1966)                                                          | март 1919.                                                                         | децембар 1919.                                                                     | 9 месеци                                                                           | Када је функција распуштена, Стасова није сматрана озбиљним конкурентом за место одговорног секретара, наредне функције која је заменила позицију техничког секретара секретаријата. |
| Одговорни секретар Централног комитета Руске комунистичке партије (бољшевика) (1919–1922)      |                                                                                    |                                                                                    |                                                                                    |                                                                                    | |
|                                                                                                | Николај Крестински (1883–1938)                                                     | децембар 1919.                                                                     | март 1921.                                                                         | 1 година, 3 месеца                                                                 | Функција Одговорног секрета је функционисала као секретаријат, донекле слаба позиција, са обзиром на то да је Крестински био и члан партијског Политбироа, Оргбироа и Секретаријата. Ипак, Крестински никада није покушао да путем функција креира нови резервоар политичке моћи и утицаја, као што је то касније учинио Јосиф Стаљин док је био генерални секретар. |
|                                                                                                | Вјачеслав Молотов (1890–1986)                                                      | 16. март 1921.                                                                     | 3. април 1922.                                                                     | 291 дан                                                                            | Био је изабран за Одговорног секретара на 10. партијског конгресу одржаном марта 1921. Конгрес је одлучио да функција Одговорног секретара буде присутна на пленумима Политбироа. Као резултат тога, Молотов је постао кандидат за члана Политбироа. |
| Генерални секретар Централног комитета Свесавезне комунистичке партије (бољшевика) (1922–1952) |                                                                                    |                                                                                    |                                                                                    |                                                                                    | |
|                                                                                                | Јосиф Стаљин (1878–1953)                                                           | 3. април 1922.                                                                     | 5. март 1953.                                                                      | 30 година, 336 дана                                                                | Стаљин је користио позицију генералног секретара да себи створи снажну базу политичке подршке и моћи. На 17. партијском конгресу 1934. Стаљин није формално поново изабран за генералног секретара и та функција се после тога ретко помињана, али је Стаљин задржао коначну власт и своју позицију председавајућег Савета министара до своје смрти 5. марта 1953. Са 30 година и 7 месеци на функцији, Стаљин је био генерални секретар са најдужим стажом и службовао је скоро половину целокупног постојања СССР-а. |
| Први секретар Централног комитета Комунистичке партије Совјетског Савеза (1953–1966)           |                                                                                    |                                                                                    |                                                                                    |                                                                                    | |
|                                                                                                | Никита Хрушчов (1894–1971)                                                         | 14. март 1953.                                                                     | 14. октобар 1964.                                                                  | 11 година, 30 дана                                                                 | Хрушчов је поново успоставио функцију 14. септембра 1953. Током 1957. године, Антипартијска група га је скоро сменила са функције. Георгиј Маљенков, водећи члан Антипартијске групе, био је забринут да су овлашћења првог секретара практично неограничена. Хрушчов је смењен са функције14. октобра 1964, а заменио га је Леонид Брежњев. |
|                                                                                                | Леонид Брежњев (1906–1982)                                                         | 14. октобар 1964.                                                                  | 8. април 1966.                                                                     | 1 година, 176 дана                                                                 | Брежњев је био део колективног руководства. Формирао је незванични Тријумвират (познат и под руским именом Тројка) заједно са премијером Алексејем Косигином и Николајем Подгорним који је 1965. постао председник председништва. Позиција првог секретара преименована је у Генерални секретар на 23. партијском конгресу 1966. године. |
| Генерални секретар Централног комитета Комунистичке партије Совјетског Савеза (1966–1991)      |                                                                                    |                                                                                    |                                                                                    |                                                                                    | |
|                                                                                                | Леонид Брежњев (1906–1982)                                                         | 8. април 1966.                                                                     | 10. новембар 1982. †                                                               | 16 година, 216 дана                                                                | Брежњевљења овлашћења и функције као изабраног генералног секретара била су ограничене колективним руководством. До 1970-их, његов утицај је превазишао утицај Косигина и Подгорног, јер је успео да задржи подршку избегавајући било какве радикалне реформе. |
|                                                                                                | Јуриј Андропов (1914–1984)                                                         | 12. новембар 1982.                                                                 | 9. фебруар 1984. †                                                                 | 1 година, 89 дана                                                                  | Појавио се као највероватнији кандидат за наслеђе Брежњева и био је на позицији председника комитета задуженог за управљање организацијом сахране Брежњева. Андропов је владао земљом на исти начин као и Брежњев.. |
|                                                                                                | Константин Черњенко (1911–1985)                                                    | 13. фебруар 1984.                                                                  | 10. март 1985. †                                                                   | 1 година, 25 дана                                                                  | Черњенко је имао 72 године када је изабран на место генералног секретара и његово здравствено стање се убрзо погоршавало. Попут Андропова, Черњенко је владао земљом на исти начин као и Брежњев. |
|                                                                                                | Михаил Горбачов (1931–2022)                                                        | 11. март 1985.                                                                     | 24. август 1991.                                                                   | 6 година, 166 дана                                                                 | На Конгресу а из 1990. уклоњен је члан 6 из совјетског устава из 1977. године, што је резултовало губитком позиције Комунистичке партије, која је до тада била „водећа и наводећа снага совјетског друштва“. Овлашћења генералног секретара су драстично сужена. Током остатка мандата, Горбачов је владао преко канцеларије председника Совјетског Савеза. Дао је оставку на своју партијску функцију 24. августа 1991. након августовског пуча..                                                                     |
|                                                                                                | Владимир Ивашко (1932–1994) вршилац дужности                                       | 24. август 1991.                                                                   | 29. август 1991.                                                                   | 5 дана                                                                             | На 28. партијском конгресу изабран је за заменика генералног секретара. Ивашко је постао вршилац дужности генералног секретара након Горбачовљеве оставке, али је до тада Партија била политички импотентна. Партијске активности су обустављене 29. августа 1991. и рад јој је блокиран 6. новембра. |